# Jaloezie (zonwering)

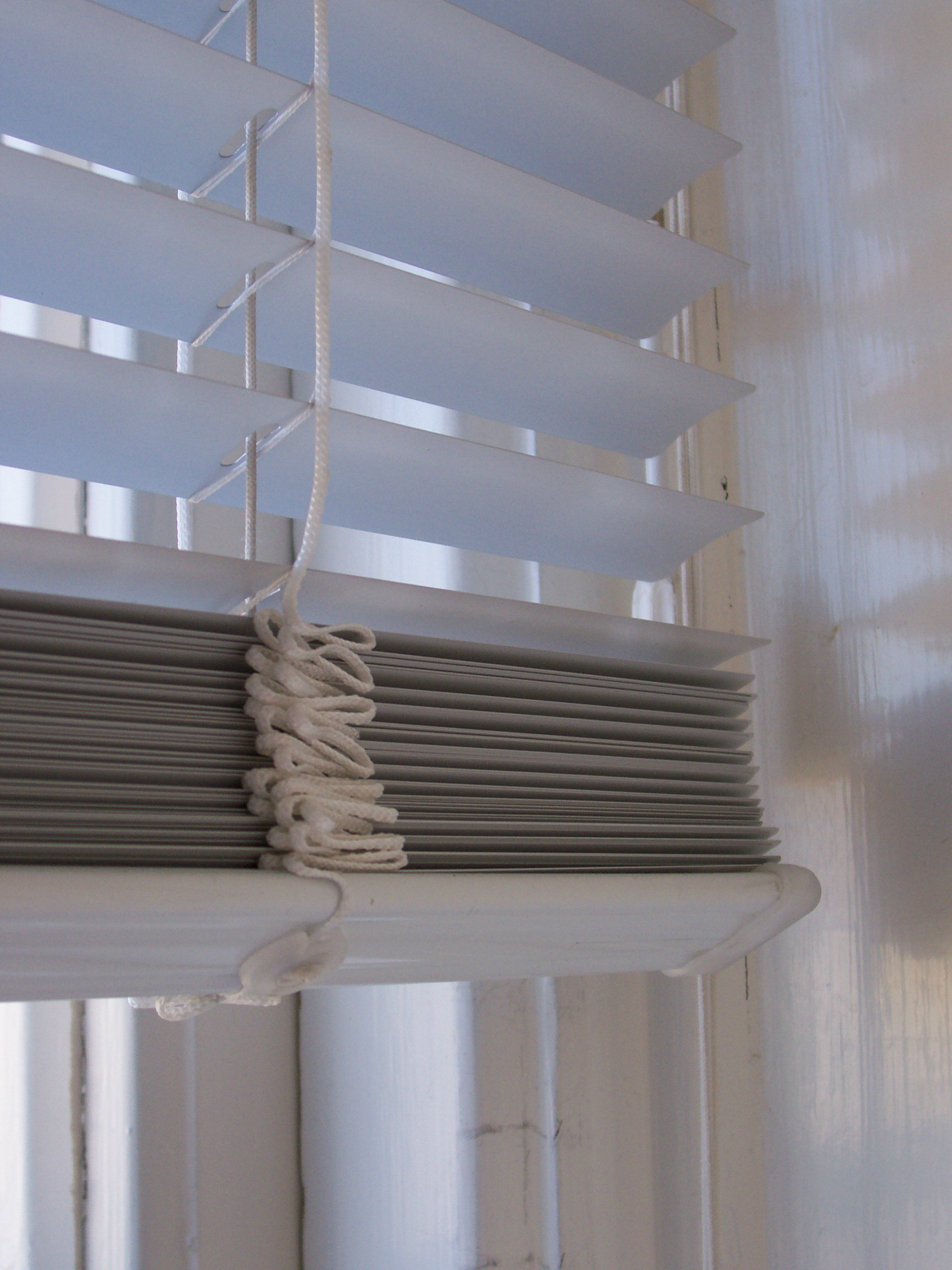
Horizontale jaloezie, deels omhooggetrokken

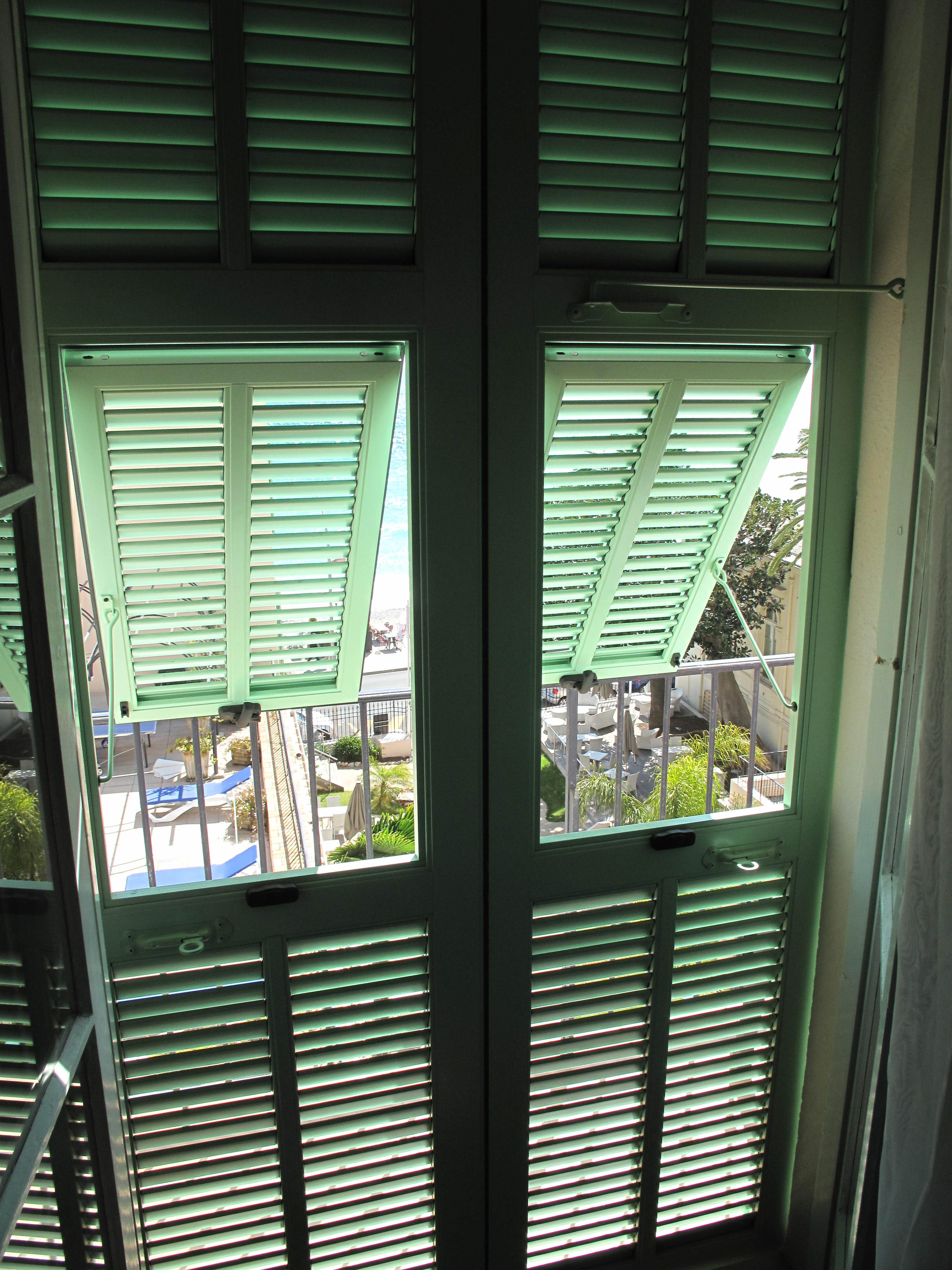
Houten jaloezieën

Een jaloezie is een soort zonwering en valt onder de noemer raamdecoratie.
Dit soort beschutting bestaat uit horizontale of verticale stroken (lamellen), die in verschillende breedtes te verkrijgen zijn, van  aluminium, kunststof, textiel of hout. Deze worden doorgaans aan de binnenkant (in de dag) van een kozijn opgehangen, omdat ze dan minder gevoelig zijn voor weersinvloeden. Eventueel kan een jaloezie ook tussen twee glasplaten (dubbel glas) worden opgehangen. Hierdoor wordt de jaloezie niet vuil (stof e.d.) en behoeft deze derhalve niet schoongemaakt te worden. De lamellen van een jaloezie kunnen vaak via een bedieningsketting of koord centraal bediend worden om de hoeveelheid licht die doorgelaten wordt, te regelen.

## Luxaflex
"Luxaflex" is een gedeponeerd handelsmerk van Hunter Douglas, hoewel het in de volksmond als algemene term voor jaloezieën wordt gebruikt. Het is daarmee een voorbeeld van merkverwatering.

## Alternatieven
In later jaren werden ook verticaal hangende lamellen geintroduceerd en nog weer werden er op jaloezieën gelijkende plissé-gordijnsysteem geintroduceerd, waarbij de lamellen vervangen zijn door een gevouwen stof.